# Вестбрук Сентер (Конектикат)
Вестбрук Сентер (енгл. Westbrook Center) насељено је место без административног статуса у америчкој савезној држави Конектикат.

## Демографија
По попису из 2010. године број становника је 2.413, што је 175 (7,8%) становника више него 2000. године.
| Група             | 2000.         | 2010.         |
| Белци             | 2.081 (93,0%) | 2.119 (87,8%) |
| Афроамериканци    | 31 (1,4%)     | 13 (0,5%)     |
| Азијати           | 49 (2,2%)     | 55 (2,3%)     |
| Хиспаноамериканци | 49 (2,2%)     | 154 (6,4%)    |
| Укупно            | 2.238         | 2.413         |